# Фортепианная механика
Фортепианная механика — механизм внутри фортепиано, который, путём ударов молоточками, извлекает звуки из струн и затем заглушает их с помощью глушителей (демпферов). Фортепианный механизм состоит из рычажков на шарнирах, которые управляют молоточками и глушителями. В пианино рычажки, управляющие молоточками и демпферами, проинтегрированы в единый механизм, в то время как в рояле управление глушителями выделено в отдельное устройство — контрклавиатуру (или контрмеханику).

## История развития
Создателем фортепианной механики считается Б. Кристофори, который в Италии в самом начале XVIII века (обычно указывается 1707 год) создал итал. gravicembalo col piano e forte («большой клавесин с тихим и громким звуком»), где молоточки, обтянутые кожей, ударяли по струнам снизу, при этом движение клавиш передавалось на молоточки через промежуточное звено («шпиллер»). Независимый механизм с молоточками над струнами создал К. Г. Шрётер в Германии. По-видимому, механизм Шрётера был неуспешным, так как уже к 1717 году Шрётер перешёл к молоточкам под струнами.
В первой трети XVIII века в Европе появились другие варианты механики, среди них выделялись системы:
- с подталкиванием молоточка, вращающегося на своей оси и не прикреплённого к клавише (нем. Stossmechanik), разработанная французом Жаном Мариусом (фр. Jean Marius, 1716 год) и К. Г. Шрётером (1717—1721 годы);
- с подбрасыванием молоточка, прикреплённого к клавише (нем. Prellmechanik). Эта система была разработана в Вене И. Г. Зильберманом (1731 год) и усовершенствована учеником Зильбермана И. Штейном, детьми Штейна и его зятем А. Штрейхером; использовалась до изобретений С. Эрара в начале XIX века.

Эрар революционизировал конструкцию фортепианной механики, создав в 1821 году механизм с двойной репетицией, позволивший извлекать звук повторным ударом по клавише после её небольшого поднятия, до полного возврата клавиши в исходное положение (и сопутствующего заглушения звука). Это изобретение существенно изменило фортепианную технику, на его основе создан и поныне используется ряд репетиционных механизмов, включая системы Ю. Блютнера, Эрара-Герца, Лангера, Стенуэя, Бехштейна, А. Фёрстера.
В конструкциях демпферов выделяют три системы:
- венскую консольную. В этой системе, ставшей популярной уже в XVIII веке, над струнами находится консольная балка, к которой подвижно прикреплены деревянные планки с наклеенными подушечками; стерженьки, опёртые на клавиши, приподымают полоски при нажатии клавиши, позволяя струне звучать;
- ирландскую, в которой деревянные головки лежат сверху на струнах, звук заглушается наклеенными на головки подушечками;
- французскую с подпружиненными демпферами под струнами. Введена Эраром в первой четверти XIX века.

## Современная конструкция
Фортепианная механика разделяется на два класса с различным устройством: для роялей и пианино. Выделяется также механика с простой (одинарной) и двойной репетицией; при этом для роялей типична двойная репетиция (современные рояли с простой репетицией — обычно реплики старых инструментов), а для пианино, наоборот, за редким исключением — простая репетиция.

### Рояль

#### Детали
На рисунке справа обозначены следующие детали механики рояля:
1. Клавиша.
2. Пилот.
3. Фигура.
4. Ауслезерная пупка заканчивается красной (на рисунке) ауслезерной подушкой.
5. Шпиллер, толкач.
6. Капсюль гаммерштиля молотка (указатель показывает на головку шурупа капсюля гаммерштиля).
7. Абник. Регулировочный винт ограничивает высоту подъёма репетиционного рычага (см. ниже).
8. Гаммерштиль. Между шпиллером и гаммерштилем расположен прикреплённый к гаммерштилю барабанчик.
9. Репетиционный рычаг соединён с толкачом репетиционной пружиной (на рисунке тонкая выгнутая вверх горизонтальная деталь без номера).
10. Керн молоточка обтянут зеленоватым (на рисунке) фильцем молоточка.
11. Фенгер. Деревянная головка фенгера закреплена на фенгерной проволоке и покрыта красным (на рисунке) фенгерным фильцем, в свою очередь обтянутым замшей-обтяжкой фенгера (замша на рисунке не показана).
12. Фигура демпфера (горизонтальный деревянный брусок) . Фигура демпфера прикреплена к капсюлю фигуры демпфера (вертикальному бруску) через ось капсюля. Движение фигуры вверх ограничено неподвижным ограничительным лейстиком с подушечкой.
13. Рычаг подъёма лейстика. Лейстик для подъёма демпферов — коричневый (на рисунке) брусок под рычагом. Лейстик простирается вдоль всей клавиатуры и присоединён к палке правой педали (которая позволяет поднять все демпферы), между лейстиком и рычагом — красный (на рисунке) фильц лейстика.
14. Демпферная ложка.
15. Демпфер. Снизу закреплён на демпферной проволоке, которая проходит сквозь направляющую для демпферов, обклеенную внутри сукном-гарнировкой. Нижний конец проволоки закреплён в капсюле демпфера, шарнирно соединённым с фигурой демпфера. На нижнюю часть демпфера наклеена подложка демпфера (также проклейка или внутренний фильц, на рисунке не показана), на которую наклеен демпферный фильц, глушащий струну.
16. Струна.
17. Чугунная рама рояля обеспечивает жёсткость при натяжении струн (совокупная сила доходит до десятков тонн-силы).
18. Аграф. Латунный винт сложной формы с отверстиями и порожками, предназначенный для фиксации положения и обеспечения качественной отсечки звучащей части струны. В современных роялях аграфы обычно заменяет струнный штапик — литой порожек на плите чугунной рамы (панцире). В верхнем регистре звучащая часть струны может быть ограничена фигурной металлической планкой — каподастром (нет на рисунке).
19. Колок, вирбель. Колок закрепляется в вирбельбанке (см. № 20), но при проходе сквозь панцирь чугунной рамы дополнительная стабильность придаётся втулкой под вирбель (также рамной пробкой, на рисунке не показана).
20. Вирбельбанк — клеёная деревянная конструкция из перекрёстных слоёв дерева, в которую закрепляются колки.

#### Действие
А. Реблиц выделяет следующие стадии работы механики с двойной репетицией:
1. Нажатие на клавишу через пилот поднимает фигуру, а с ней шпиллер и барабанчик. Молоток идёт вверх.
2. Дальнейшее нажатие на клавишу поднимает демпфер со струны.
3. Седло шпиллера упирается в ауслезерную пупку, молоточек продолжает движение, барабанчик и с ним гаммерштиль отделяются от шпиллера, молоточек ударяет по струне.
4. После удара молоточек и гаммерштиль идут вниз, молоточек придерживается фенгером, Барабанчик нажимает на репетиционный рычаг, сжимая репетиционную пружину.
5. Когда клавиша слегка отпускается, фенгер освобождает молоточек, позволяя репетиционной пружине поднять репетиционный рычаг и, через барабанчик, гаммерштиль. При этом восстанавливается контакт между шпиллером и барабанчиком/гаммерштилем, позволяя нанести второй удар по клавише до её полного возвращения в исходное положение.

### Пианино

#### Венская система
Несложная по конструкции венская система не применяется в современных пианино.